# Inter Scyllam et Charibdim
Inter Scyllam et Charibdim  лат.(изговор: интер сцилам ет харибдим) Између Сциле и Харибде

## Поријекло изреке
Поријекло изреке је непознато.

## Латинска изрека са сличним значењем
Hac urget lupus, hac canis

## Значење
Између Сциле и Харибде, тј. између двије опасности.(По грчкој митологији муке морнара које на бродовима у теснацу, са супротних обала погађају стрелама ове двије морске немани)